# 沖縄県道199号福里保良線
沖縄県道199号福里保良線（おきなわけんどう199ごう ふくざとぼらせん）は沖縄県宮古島市城辺福里と城辺保良とを結ぶ一般県道。

## 概要

### 区間
- 起点：宮古島市城辺字福里（国道390号）
- 終点：宮古島市城辺字保良（国道390号）
- 総延長：5.34km（実延長も同じ）

### 通過自治体
- 宮古島市（宮古島）

### 交差・重複路線
- 国道390号（起点 - 宮古島市城辺新城・終点）
- 沖縄県道78号平良城辺線（起点）

### 主要施設
- 宮古島市城辺陸上競技場（宮古島市城辺福里・国道390号被重複区間内）
- 城辺郵便局（同）

## 歴史
- 1953年（昭和28年）に琉球政府道として指定。
- 1972年（昭和47年）5月15日の本土復帰と同時に県道となった。